# Железониобий
Железониобий — бинарное неорганическое соединение
ниобия и железа
с формулой NbFe,
кристаллы.

## Получение
- Спекание стехиометрических количеств чистых веществ:

{\displaystyle {\mathsf {Nb+Fe\ {\xrightarrow {1600^{o}C}}\ NbFe}}}

## Физические свойства
Железониобий образует кристаллы
тригональной сингонии,
пространственная группа R 3m.
параметры ячейки a = 0,4929 нм, c = 2,68 нм,
структура типа гептажелезогексавольфрама W6Fe7
.
Имеет область гомогенности 47-49 ат. % ниобия (обеднён ниобием, поэтому фазе иногда приписывают формулы Fe21Nb19 или Fe7Nb6).
Соединение конгруэнтно плавится при температуре ≈1600°С.
По другим данным соединение образуется по перитектической реакции при температуре 1523°С.